# Ludovic Saunier
Pour les articles homonymes, voir Saunier.
Ludovic Saunier est un joueur de rugby à XV français, né le 11 octobre 1975 à Lyon (Rhône), qui évolue au poste d'ailier au sein de l'effectif d'Oyonnax (1,88 m pour 95 kg).

## Carrière
- Lyon OU
- CS Bourgoin-Jallieu
- Lyon OU
- US bressane
- Depuis 2005 : US Oyonnax

## Palmarès
- Championnat de France de rugby à XV :
  - Finaliste (1) : 1997 avec Bourgoin-Jallieu
- conférence européenne :
  - Vainqueur (1) : 1997 avec Bourgoin-Jallieu
  - Finaliste (1) : 1999 avec Bourgoin-Jallieu
- Champion de France de Fédérale 1 : 
  - Vainqueur (1) : 2002 avec Lyon
- Champion de France Espoirs avec Bourgoin en 1998